# Louis-Joseph du Plessis-Mauron de Grenédan
Pour les autres membres de la famille, voir Famille du Plessis de Grenédan.
Louis-Joseph, comte du Plessis-Mauron de Grenédan, né à Rennes le 2 juin 1767 et mort à Rennes le 18 mars 1842, est un magistrat et homme politique français. 

## Biographie

### Débuts en droit
Frère de François-Fortuné, il suivit ses études chez les Bénédictins de Pontlevoy, qu'il finit à 15 ans. Il soutint ses thèses de droit devant Lanjuinais. Il connaissait le latin, le grec ancien, l'allemand et l'anglais, connaissait tous les principaux auteurs classiques tels que Virgile et Phèdre, et les modernes tels que La Fontaine et Corneille. Il avait également des connaissances en mathématiques et autres sciences, ainsi que des connaissances sur les arts. 
Reçu avocat au parlement le 21 août 1786, et émancipé par une délibération cartellaire de son père du 9 octobre suivant, il obtint, le 14 février 1787, des dispenses d'âge pour siéger comme conseiller au parlement de Bretagne. 
Durant ces années il soutint les idées des Lumières, rêvant d'« une République bien ordonnée » et étant le seul à s'opposer au sein du Parlement de Bretagne à une proposition visant à rendre obligatoire l'appartenance à la noblesse pour les conseillers. 
Certains l'accusèrent d'avoir, le 18 juillet 1789, brulé ses titres de noblesse ; il reconnut avoir fait des déclarations qui, pour lui, équivalaient à une telle destruction. Ce qui est certain est qu'il fut l'objet, ce jour-là, d'une parade en son honneur pour une déclaration en faveur du tiers état. Il utilisa sa célébrité pour sauver la vie du comte de Langeron, commandant en second qui avait fait distribuer des armes à ses troupes. 

### Pendant la Révolution et sous l'Empire
Élu maire de Rennes le 10 décembre 1792, il fit une violente opposition à la Convention, protestant contre les journées du 31 mai et sauvant plusieurs proscrits, tels que Lanjuinais, des représentants Sevestre et Billaud-Varennes, fut décrété d'arrestation, s'enfuit, refusant des offres d'exil car ne voulant pas compromettre ses amis, et se tint caché jusqu'au 9 nivôse an III après avoir écrit des lettres à Couthon, Thuriot, Saint-Just, Barère, Hérault de Sechelles et Robespierre pour protester contre leur gouvernement ; sa tête fut mise à prix par Carrier à 200 louis. 
En 1800, il fut nommé conseiller de préfecture d'Ille-et-Vilaine, puis conseiller général en prairial an VIII ; il profita de sa position pour aider de nombreux émigrés à être réintégrés dans leurs droits et leurs biens. Maire de Saint-Avertin en Indre-et-Loire sous l'Empire (28 décembre 1807), il habitait alors son château de Cangé. il devint conseiller à la cour impériale de Rennes le 14 avril 1811, et se rallia avec enthousiasme à la Restauration en 1814. 

### Un ultraroyaliste sous la Restauration
Ayant refusé de servir Napoléon pendant les Cent-Jours, il perdit son siège à la cour de Rennes ; la seconde Restauration le lui rendit. Le 22 août 1815, le collège de département d'Ille-et-Vilaine l'élut député. II siégea dans la majorité de la Chambre introuvable.
Lors du vote de la loi du 20 décembre 1815 instituant les cours prévôtales, il demanda de faire traduire devant les cours prévôtales tout individu soupçonné d'avoir contribué au retour de Napoléon, et proposa, en séance publique, le rétablissement du gibet, en commençant par l'exécution des sentences des tribunaux prévôtaux, selon lui propre à imprimer le caractère d'infamie aux condamnés qu'il estimait nécessaire pour la prévention des crimes (« l'humiliation qui l'accompagne produira des effets plus salutaires que la peine même »), la guillotine étant devenue trop noble, par l'exécution de Louis XVI, pour être utilisée sur de simples criminels, dans un discours affirmant que, par la pendaison, "la honte redeviendra par là le juste salaire du crime ; et chaque famille, craignant d'en partager l'ignominie, veillera plus soigneusement à le prévenir que les magistrats les plus vigilants" et s’achevant par "Heureux le peuple chez lequel la tache d'un seul crime se transmet de père en fils, jusqu'à la postérité la plus reculée, et auquel le progrès des lumières n'a point encore appris qu'on peut marcher la tête levée quand on a un fils parjure, un frère homicide, une mère incestueuse ! " ; cet amendement fut présenté sous les hués de la Chambre. Il déposa cependant des amendements demandant qu'il ne soit pas procédé au jugement avant détermination de la compétence,,,. 
Il échoua aux élections qui suivirent la dissolution de la Chambre en 1816, et ne rentra au parlement que le 13 novembre 1820, élu au collège de département d'Ille-et-Vilaine. Il reprit sa place à l'extrême-droite, parmi les ultraroyalistes, demanda le 23 mai 1821 qu'on rayât de la liste des donataires de l'ancienne liste civile impériale la plupart des maréchaux ou généraux de l'Empire, dont il fit le procès en termes qui soulevèrent les clameurs de la gauche ainsi qu'une provocation en duel du général de Piré, qu'il refusa,,, et parla le 19 janvier 1822 contre la liberté de la presse, demanda que le concept de blasphème fasse son retour pour désigner les offenses à Dieu et que le terme de religion ne désigne que le catholicisme, les autres religions ne devenant que des cultes,,. 
Réélu, le 16 mai 1822, il s'efforça le 23 mars 1823 de justifier l'expulsion de Manuel en invoquant l'omnipotence de la Chambre et les précédents du parlement anglais, et vit renouveler son mandat de député, le 6 mars 1824. 
Le 14 juillet 1824, il demanda et obtint la fermeture de l'école de chant et de déclamation, qu'il trouvait immorale. 
Dans la séance du 22 février 1825, lors de la discussion du milliard des émigrés, il demanda « la restitution intégrale des biens acquis nationalement, sans aucune indemnité, les émigrés étant demeurés les légitimes propriétaires des biens dont on les avait injustement spoliés. L'art. 9 de la Charte porte que toutes les propriétés sont inviolables, et non pas seront inviolables, et ne peut s'entendre que des propriétés légitimement acquises. » Puis il traita les acquéreurs de biens nationaux de « voleurs »,.
Lors du vote sur la loi sur le sacrilège, il déclara que la Révolution ne finirait que quand tout son héritage serait aboli et méprisé et critiqua cette loi pour avoir mis sur un pied d'égalité les différentes confessions religieuses ; il demanda également le retour des tribunaux ecclésiastiques pour les offenses contre la religion.
Il fut encore réélu le 24 novembre 1827 par 149 voix sur 249 votants et 297 inscrits, montra toujours le même royalisme intransigeant, soutint le ministère Polignac, et fut réélu, une dernière fois, le 3 juillet 1830.

### Fin de carrière
Son refus de prêter serment à la monarchie de Juillet, comme magistrat et comme député, fit annuler son élection, et lui fit perdre le siège de président qu'il occupait à la cour royale de Rennes depuis le 7 mai 1823.
Sa fortune ayant été investie dans la verrerie de son gendre, qui fit faillite à la suite de la révolution de Juillet, il eut à souffrir des privations, qu'il supporta avec l'aide de sa foi.

## Publications
- Examen des Paroles d'un croyant et du Livre du Peuple
- Déclaration d'une partie des députés de la droite sur les principes fondamentaux du droit public
- Hommage à la mémoire de M. le lieutenant-général Isidore Lynch
- Protestation contre l'usurpation du trône de France par Louis-Philippe d'Orléans

## Sources
- « Louis-Joseph du Plessis-Mauron de Grenédan », dans Adolphe Robert et Gaston Cougny, Dictionnaire des parlementaires français, Edgar Bourloton, 1889-1891 [détail de l’édition]